# Sido Makmur (Air Manjunto)
Sido Makmur is een bestuurslaag in het regentschap Muko-Muko van de provincie Bengkulu, Indonesië. Sido Makmur telt 987 inwoners (volkstelling 2010).